# Чотири дияволи
Чотири дияволи (англ. Four Devils) — американська драма режисера Фрідріха Вільгельма Мурнау 1928 року.

## Сюжет
Четверо осиротілих дітей, які раніше виховувалися старим клоуном, виступають у цирку, показуючи приголомшливі акробатичні трюки: вони відомі під назвою «Чотири дияволи». Один з акробатів здобув особливу увагу багатої і красивої жінки, що приходила на їх виступи: вона подає йому різні знаки уваги, і пізніше він приходить до неї в будинок. У них починається пристрасний роман, юнак ні про що, крім неї, думати не може, і це не йде на користь його тренуванням. Одна з «дияволів», дівчина, в нього закохана і, стурбована тим, що відбувається, намагається з ним поговорити; коли це ні до чого не призводить, вона слідкує за ним і дізнається про його стосунки з багатою дамою.
Зневірена дівчина намагається поговорити з нею, але безрезультатно: дамі ні до чого відпускати молодого коханця. Меріон, здавалося, змогла умовити Чарлі порвати зі своєю пасією; напередодні виступу юнак приходить до неї, щоб попрощатися, але фатальна жінка напуває його вином, просить прощального поцілунку, і… Чарлі залишається ночувати у своїй пасії, а на ранок розуміє, що проспав: до початку виступу залишаються лічені хвилини. Ледве встигнувши прибігти вчасно, він з'являється на арені, але його жахливе самопочуття заважає йому успішно виконати трюк: він падає, але коли Меріон встигає схопити його за руку, вона не може довго його утримати і вони обидва розбиваються.

## У ролях
- Джанет Гейнор — Меріон
- Мері Дункан — леді
- Чарльз Мортон — Чарльз
- Беррі Нортон — Адольф
- Ненсі Дрексел — Луїза
- Дж. Фаррелл МакДональд — клоун
- Аніта Луіз
- Енн Ширлі

## Цікаві факти
- У 2003 році був знятий «фільм про фільм», названий «Murnau's 4 Devils: Traces of a Lost Film», що розповідає про долю цієї картини. Це спроба реконструювати фільм з допомогою уцілілих фотографій з місця зйомок (природно, ракурс був зовсім не той, який передбачався для фільму), начерків художника і сценарію.
- Через кілька місяців після виходу на екран «Чотирьох дияволів» студія Fox вирішує його озвучити; Мурнау був проти, але це не вплинуло на рішення керівництва студії. Озвучена версія відрізнялася і кінцівкою: якимось чином впала тільки Меріон, і то після падіння вона виживає. Сам Мурнау був дуже незадоволений обробкою. Ця версія на 3 хвилини довше німої (100 хвилин замість 97).